# 덕천로 (정읍시)
덕천로(Deokcheon-ro)는 전북특별자치도 정읍시 덕천면 망제사거리에서 정읍시 덕천면 신월삼거리을 잇는 전북특별자치도의 도로이다.

## 주요 경유지
전북특별자치도
- 정읍시  (덕천면 . 농소동)

## 노선
| 이름          | 접속 노선  | 소재지 | 소재지 | 비고 |
| ------------- | ---------- | ------ | ------ | ---- |
| 망제사거리    | 황토현로   | 정읍시 | 덕천면 |      |
| 덕천 교차로   | 천곡사지로 | 정읍시 | 농소동 |      |
| 용전사거리    | 우덕길     | 정읍시 | 덕천면 |      |
| 매봉재        |            | 정읍시 | 덕천면 |      |
| (생태터널)    |            | 정읍시 | 덕천면 |      |
| 황토현 교차로 | 태고로     | 정읍시 | 덕천면 |      |
| 신월삼거리    | 황토현로   | 정읍시 | 덕천면 |      |